# Calvinia
Pour les articles homonymes, voir Calvinia (homonymie).
Calvinia est une ville d'Afrique du Sud, fondée en 1851 et située dans la sous-région du Grand Karoo au sein de la province du Cap-Nord.
Le village de Calvina fut fondé près de la rivière Oorlogskloof, au sud des monts Hantam, et baptisée du nom de Jean Calvin. C'est un des plus grands centres de production de laine du pays.
Un astéroïde nommé (1245) Calvinia a été baptisé de son nom.

## Démographie
Selon le recensement de 2011, la commune de Calvinia, comprenant la ville centre, le township de Newtown et la réserve naturelle de Akkerendam, compte 9 680 habitants, majoritairement coloured (82,98 %). Si les blancs représentent 11,79 % des habitants de l'ensemble de la commune, ils représentent 39,61%% des 2 855 résidents de la ville centre de Calvinia.  
Les habitants sont très majoritairement de langue maternelle afrikaans (96,86 %).

## Historique

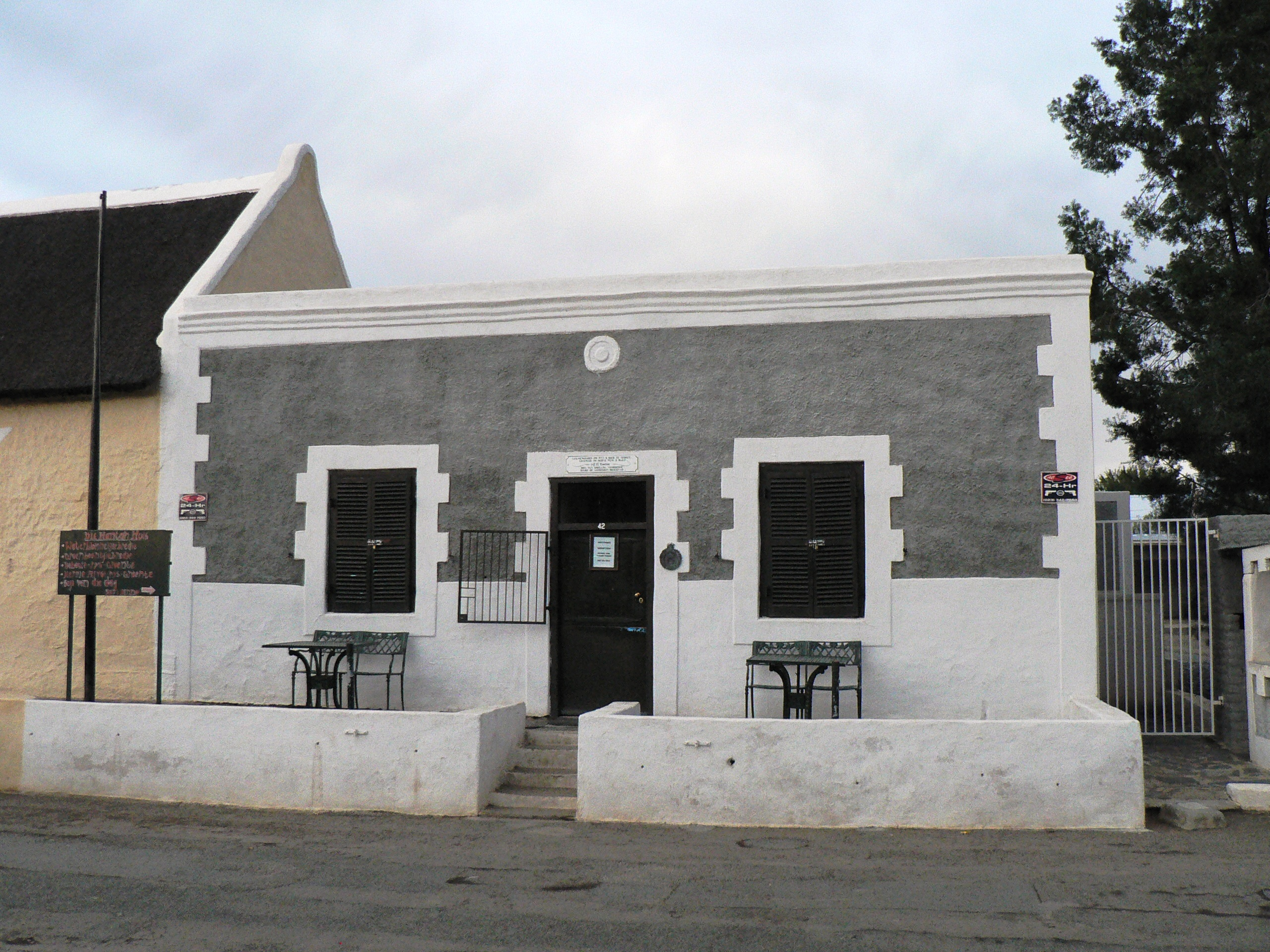
Maison sur Hope Street

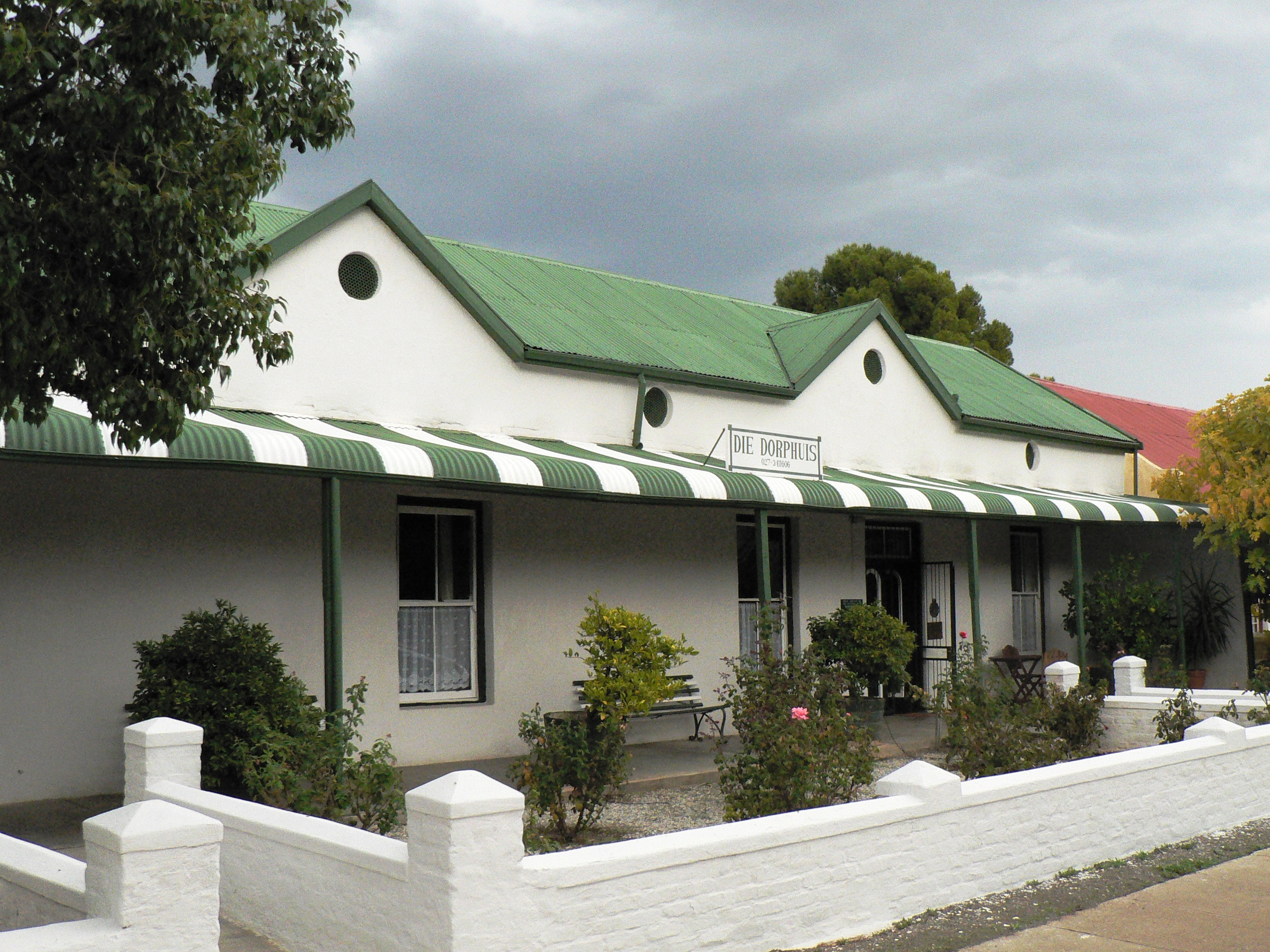
La Dorpshuis (maison du village en afrikaans) inscrite au patrimoine national

Les premiers habitants de la région étaient des Khoïsan avant que les premiers Blancs ne s'installent vers 1750. Ces fermiers étaient des Boers et reçurent leurs premiers titres de propriétés fonciers en 1813 sous l'administration britannique du Cap.
En 1847, l'Église réformée hollandaise y fonde une congrégation pour la région du Hantam. En 1848, elle achète 1 200 hectares pour y bâtir une église et des bâtiments annexes, prélude à la fondation d'un village. Le premier révérend proposa que l'église soit nommée en l'honneur de Jean Calvin et le 30 octobre 1851, la localité prend officiellement le nom de Calvinia. Elle deviendra une municipalité en 1904.

## Géographie
Calvinia est située à 301 kilomètres au nord du Cap, à 970 mètres d'altitude. La température moyenne est de 22 °C avec des pics de chaleur à 40 °C.
En hiver, la température peut descendre à -8 °C accompagné de chutes de neige.

## Administration
Au côté de Brandvlei, Loeriesfontein, Middelpos et Nieuwoudtville, Calvinia est administrativement intégrée à la municipalité locale de Hantam au sein du district municipal de Namakwa.
Depuis 2011, le maire est Abrie Fritz (Alliance démocratique).

## Tourisme

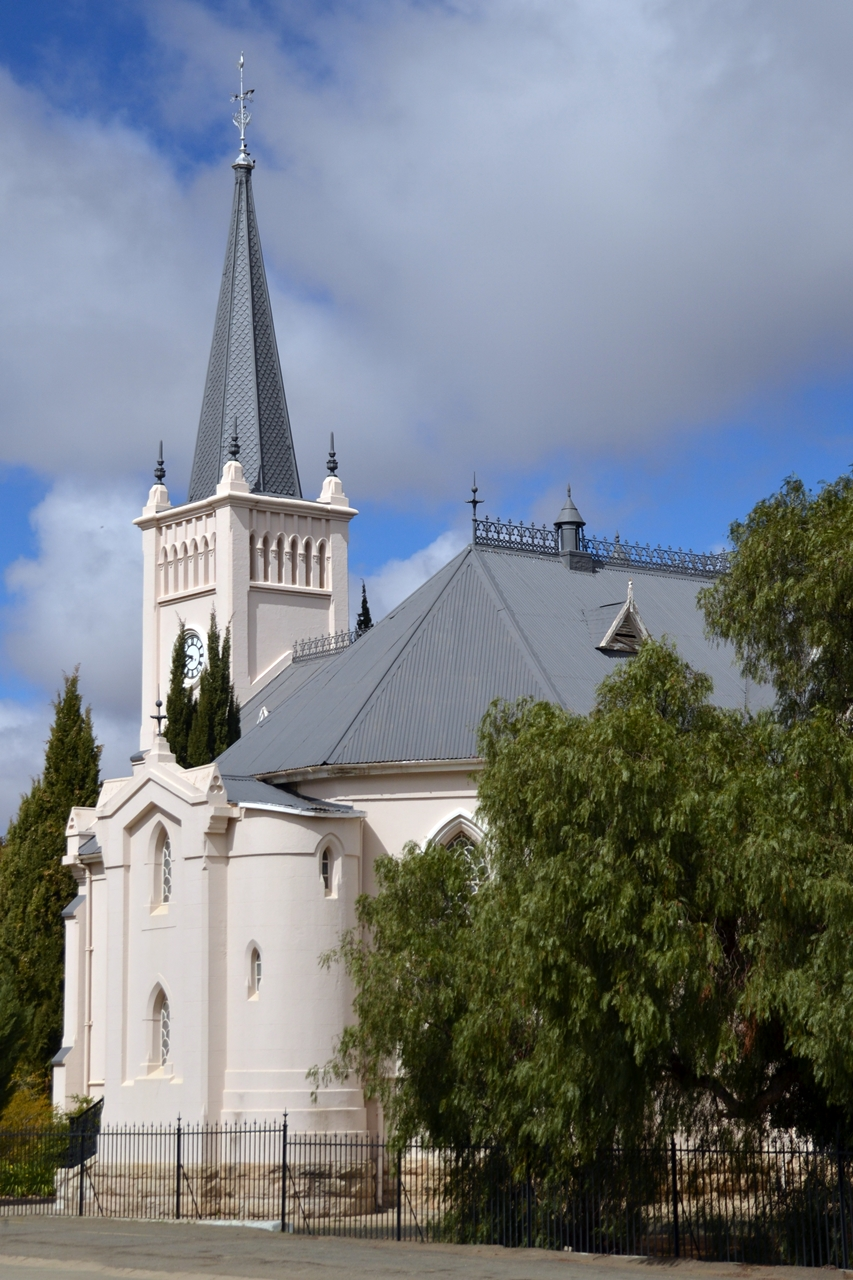
L'église réformée hollandaise de Calvinia

Le musée de la ville est situé dans une ancienne synagogue de style Art déco (années 1920).
La Hantam House est un bâtiment de style hollandais du Cap.

## Personnalités locales
- Daniel François Malan (1874-1959), député de Calvinia au parlement sud-africain (1919 à 1938) et premier ministre d'Afrique du Sud (1948 à 1954).
- Pieter Johannes Hendrik Luttig, député de Calvinia de 1943 à 1953.